# Угрюм-ріка (серіал, 2021)
«Угрюм-ріка» — російський драматичний телесеріал Юрія Мороза, перша повна екранізація однойменного роману В'ячеслава Шишкова. Головні ролі в ньому зіграли Олександр Горбатов, Юлія Пересільд і Олександр Балуєв. Прем'єрний показ почався на Першому каналі Росії 9 березня 2021 року.

## Сюжет
Серіал поставлений за однойменним романом В'ячеслава Шишкова. Він став першою повною екранізацією книги. У 1896 році в селі Медведєво Іркутської губернії батько і син Громови, Петро і Прохор, закохуються в Анфісу Козирєву, і Петро, щоб позбутися суперника, доручає сину пройти непрохідну досі Угрюм-річку. Прохор виконує доручення, але повертається в рідні краї зовсім іншою людиною: тепер він має намір підкорити весь Сибір.

## В ролях
| Актор               | Роль                                                                                           |
| ------------------- | ---------------------------------------------------------------------------------------------- |
| Олександр Горбатов  | Прохор Петрович Громов купець                                                                  |
| Юлія Пересільд      | Анфіса Петрівна Козирєва дружина Антипа, внучка Клюки                                          |
| Олександр Балуєв    | Петро Данилович Громов купець, батько Прохора                                                  |
| Наталія Суркова     | Марія Кирилівна Громова купчиха, дружина Петра, мати Прохора                                   |
| Леонід Окунєв       | Інокентій Філатич Груздєв купець, батько Анни                                                  |
| Олександр Яценко    | Ілля Сохатих прикажчик Петра                                                                   |
| Катерина Дурова     | Клюка повитуха, бабуся Анфіси                                                                  |
| Юрій Миронець       | Ібрагім черкес, вірний помічник Прохора в подорожі                                             |
| Микола Стоцький     | Костянтин Фарков селянин, провідник Прохора в подорожі по Угрюм-річці                          |
| Микита Тезін        | Тимоха Фарков селянин, наречений Тані                                                          |
| Василиса Ізмайлова  | Таня селянка                                                                                   |
| Євгенія Манджіева   | Синильга дух злий шаманки                                                                      |
| Юрій Назаров        | Данила Громов купець, розбійник, батько Петра, дід Прохора                                     |
| Софія Ернст         | Ніна Купріянова дочка Якова, дружина Прохора                                                   |
| Віталій Кіщенко     | Філька Шкворень ватажок зграї розбійників, чоловік Клавдії                                     |
| Роман Мадянов       | Яків Назарович Купріянов купець-мільйонер, власник заводів на Уралі, батько Ніни               |
| Юрій Чурсін         | Андрій Протасов інженер, закоханий в Ніну                                                      |
| Дар'я Мороз         | Дар'я Сергіївна заслана революціонерка, співмешканка Аркадія                                   |
| Віктор Раков        | Аркадій Шапошников революціонер, політичний засланець, закоханий в Анфісу, співмешканець Дар'ї |
| Поліна Пушкарук     | Варвара Микитівна кухарка Громових, кохана Ібрагіма                                            |
| Юлія Хлиніна        | Кетті                                                                                          |
| Рєбьонок Олександра |                                                                                                |
| Олексій Кірсанов    | Антип Дегтярьов унтер-офіцер, чоловік Анфіси                                                   |
| Світлана Колпакова  | Анна дочка Інокентія                                                                           |
| Віталій Коваленко   | Федір Степанович Амбреєв пристав                                                               |
| Анастасія Попова    | Надійка дружина Федора                                                                         |
| Сергій Колтаков     | Голубєв слідчий                                                                                |
| Вероніка Волоха     | Віра Громова                                                                                   |
| Борис Каморзін      | батько Іпат                                                                                    |
| Катерина Агєєва     | Ксенія                                                                                         |
| Станіслав Дужников  | Ферапонт                                                                                       |
| Сергій Степанченко  | генерал                                                                                        |
| Ірина Бразговка     | Домна Іванівна                                                                                 |
| Сергій Фролов       |                                                                                                |
| Гіртс Лукевіцс      | Містер Кук                                                                                     |
| Олександр Семчев    |                                                                                                |
| Олексій Вертков     | Парчевський                                                                                    |
| Іван Івашкін        | Пріперентьев                                                                                   |
| Ногон Шумаров       | Гірманча Тунгуський шаман                                                                      |
| Сесег Хапсасова     |                                                                                                |
| Марк Карамишкінас   |                                                                                                |
| Тамара Обутова      |                                                                                                |
| Павло Ворожцов      | Фон Пфеффер ротмістр, командир роти                                                            |

## Виробництво
Вперше про початок роботи над серіалом було оголошено в травні 2019 року. Зйомки проходили з 5 липня 2019 року по січень 2020 року у Свердловській області, в Мінську, Суздалі, Кинешмі, Москві і Московській області.
Для серіалу було створено близько сотні костюмів. За словами художника-постановника стрічки Лариси Лебедєвої, в нарядах героїв можна знайти відсилання до картин художників-передвижників, а в костюмах Прохора Громова виявити китайські мотиви.
У проекті одні з своїх останніх ролей зіграли Сергій Колтаков і Катерина Дурова.
Прем'єра телесеріалу — 9 березня 2021 року.
Головною заставкою проекту стала Манська петля, розташована на річці Мані недалеко від Дивногорська. Зйомки серіалу там не проводилися. Були використані кадри, зняті з повітря з видами на сибірську природу.